# Redux (literaire term)
Redux is een bijvoeglijk naamwoord uit het Latijn dat "terugbrengend" of "terugkomend" betekent. De term wordt in de filmindustrie gebruikt om een nieuwe versie van een bestaande film aan te duiden. Een serie van dit soort films werd uitgebracht nadat Francis Ford Coppola Apocalypse Now Redux uitbracht in 2001, een opnieuw gemonteerde film met een langere speelduur dan het origineel uit 1979.